# Bundeswehreinsatz in Afghanistan

Flagge auf deutschen ISAF-Fahrzeugen – die Beschriftung in Dari bedeutet Ālmān, „Deutschland“

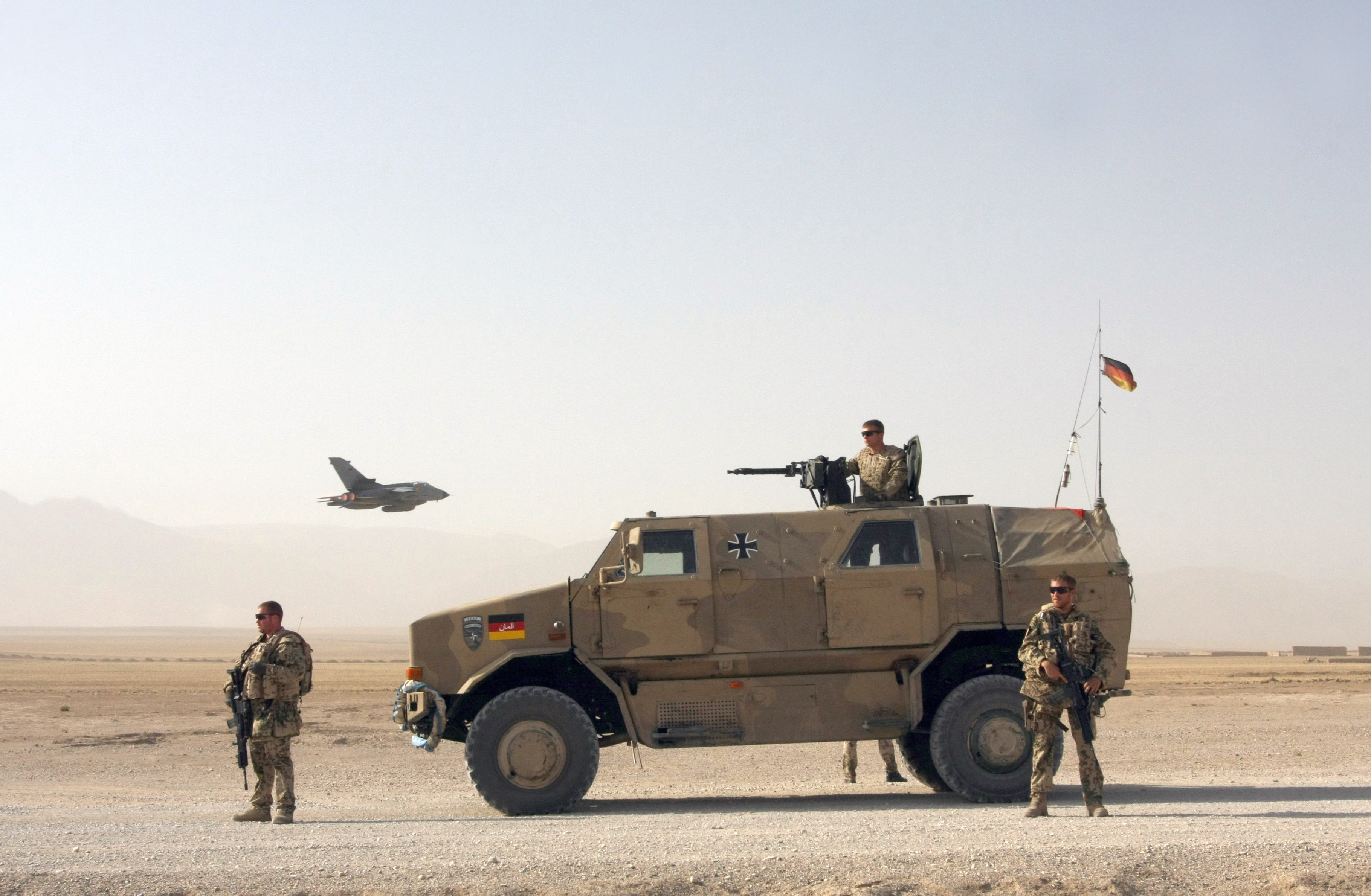
Bundeswehrsoldaten mit Radfahrzeug Dingo in Afghanistan (2009), im Hintergrund ein deutscher Tornado-Jet

Der Bundeswehreinsatz in Afghanistan (auch Afghanistaneinsatz der Bundeswehr genannt) war ein Militäreinsatz der deutschen Bundeswehr als Teil einer internationalen Koalition im Rahmen des Krieges in Afghanistan von 2001 bis 2021. Mit Zeitweise rund 5300 eingesetzten deutschen Soldaten war er der bislang größte Auslandseinsatz der Bundeswehr.
Der Einsatz erfolgte vor dem Hintergrund der Terroranschläge am 11. September 2001 in den Vereinigten Staaten und war durch UN-Resolutionen und Mandate des Deutschen Bundestags legitimiert.
Er begann, nachdem die NATO als Reaktion auf die Anschläge erstmals den Bündnisfall beschlossen hatte, ab Dezember 2001 mit der Beteiligung deutscher Spezialkräfte am „Krieg gegen den Terror“, der im Rahmen der US-Operation Enduring Freedom (OEF) geführt wurde.
Ab Januar 2002 wurde die Bundeswehr außerdem Teil der International Security Assistance Force (ISAF), deren Auftrag die sicherheitspolitische Stabilisierung Afghanistans war.
Die deutsche Beteiligung an der OEF lief 2010 aus. Der deutsche Einsatz im Rahmen von ISAF wurde mit dem Jahreswechsel 2014/15 in die Ausbildungs- und Unterstützungsmission Resolute Support (RS) überführt.
Nachdem die USA im April 2021 einen vollständigen Abzug ihrer Truppen angekündigt hatten, zog auch die Bundeswehr bis Juni 2021 aus Afghanistan ab.
Im August 2021 waren während einer mehrtägigen Evakuierungsoperation erneut kurzzeitig deutsche Soldaten in Afghanistan im Einsatz.
Insgesamt 59 Bundeswehrsoldaten verloren im Laufe des Einsatzes ihr Leben.

## Hintergrund

### Deutsche Aktivitäten in Afghanistan im 20. Jahrhundert
Dem Bundeswehreinsatz in Afghanistan ab 2001 gingen diverse deutsche Aktivitäten im 20. Jahrhundert voraus.
So wurde Deutschland erstmals während des Ersten Weltkrieges in Afghanistan aktiv.
Vertreter des Deutschen Kaiserreiches versuchten während einer diplomatischen Expedition 1915/16 erfolglos, den afghanischen Emir dazu zu bewegen, sich den Mittelmächten anzuschließen und das benachbarte Britisch-Indien anzugreifen.:3f.
Die Weimarer Republik und später Hitlerdeutschland leisteten in Afghanistan Entwicklungshilfe zum Aufbau der Infrastruktur. Die Wehrmacht leistete außerdem Aufbauhilfe für das afghanische Militär.
Eine Kommandoeinheit der Abwehr, des NS-deutschen Militärgeheimdienstes, führte zwischen 1941 und 1943 von Kabul aus Aktivitäten gegen Britisch-Indien.
Ab Ende 1954 führte die Bundesrepublik Deutschland die Beziehungen mit Afghanistan weiter und eröffnete hier 1955 die erste offizielle Auslandsvertretung außerhalb Europas.:6
1973 nahm die DDR diplomatische Beziehungen mit Afghanistan auf. Nach einem Putsch im gleichen Jahr, der Ausrufung der Republik Afghanistan und der Hinwendung zur Sowjetunion nahmen die bundesrepublikanischen Beziehungen ab und kamen in Folge der Saurrevolution 1978 und der sowjetischen Militärintervention ab 1979 ganz zum Erliegen.:7f.
Hingegen intensivierte die DDR ihre Beziehungen zu dem nun Demokratische Republik Afghanistan genannten, sozialistisch geführten Land. Der Schwerpunkt der DDR-Diplomatie lag auf Kooperation im Kultur- und Bildungsbereich, jedoch gab es auch Zusammenarbeit auf militärischer Ebene. So berichtete Der Spiegel über die Verlegung von NVA-Soldaten nach Afghanistan 1981.
Ab 1985 führte der bundesdeutsche Auslandsgeheimdienst BND in Afghanistan die Operation Sommerregen durch mit dem Ziel, dort sowjetische Waffen und Rüstungsmaterialien zu beschaffen und sie zur Analyse nach Deutschland zu bringen.

### Anlass des Einsatzes
Im Verlauf eines seit 1989 andauernden Bürgerkrieges übernahmen die islamistischen Taliban 1996 die Macht in Afghanistan und errichteten dort ein Islamisches Emirat. Die Taliban ließen zu, dass das islamistische Terrornetzwerk Al-Qaida Afghanistan als Rückzugsort nutzen konnte und weigerten sich, den Al-Qaida-Anführer Osama bin Laden an die Vereinigten Staaten auszuliefern.
Der Anlass (Casus Belli) für den Einsatz waren schließlich die von Al-Qaida verübten Terroranschläge am 11. September 2001 in den USA, bei denen fast 3000 Menschen getötet wurden. Die US-Regierung (Kabinett George W. Bush) rief als Reaktion den „Krieg gegen den Terror“ aus und begann am 7. Oktober 2001 die Operation Enduring Freedom (OEF) in verschiedenen Teilen Afrikas und Asiens, darunter Afghanistan, der sich Deutschland als Bündnispartner anschloss.
Die USA beriefen sich dabei auf das Recht zur Selbstverteidigung nach Art. 51 der UN-Charta.

## Rechtsgrundlagen

### Anti-Terror-Operation Enduring Freedom
In den Resolutionen 1368 (2001) vom 12. September 2001 und 1373 (2001) vom 28. September 2001 betrachtete der Sicherheitsrat der Vereinten Nationen die Terroranschläge vom 11. September 2001 in New York, Virginia und Pennsylvania als Bedrohung des Weltfriedens und der internationalen Sicherheit. Ebenfalls am 12. September 2001 beschloss der NATO-Rat, dass der Angriff auf die Vereinigten Staaten bei Vorliegen entsprechender Ermittlungsergebnisse als eine Aktion angesehen wird, die unter Art. 5 des NATO-Vertrags fällt. Der Deutsche Bundestag beschloss am 16. November 2001 gem. Art. 24 Abs. 2 GG, dass deutsche Streitkräfte im Rahmen ihrer Beistandsverpflichtung mit den USA und den anderen Staaten der sog. Anti-Terror-Koalition bei der militärischen Bekämpfung des internationalen Terrorismus zusammenarbeiten und sich für die Dauer von zunächst 12 Monaten an der Operation Enduring Freedom beteiligen. Dafür sollten bis zu 3.900 Soldaten mit entsprechender Ausrüstung bereitgestellt werden, darunter ABC-Abwehrkräfte (ca. 800 Soldaten), Sanitätskräfte (ca. 250 Soldaten), Spezialkräfte (ca. 100 Soldaten), Lufttransportkräfte (ca. 500 Soldaten), Seestreitkräfte einschließlich Seeluftstreitkräfte (ca. 1800 Soldaten) sowie die erforderlichen Unterstützungskräfte (ca. 450 Soldaten).
In Verbindung mit der Abstimmung hatte der damalige Bundeskanzler Gerhard Schröder dem Bundestag die Vertrauensfrage nach Art. 68 Abs. 1 GG gestellt.

### Aufstellung der International Security Assistance Force (ISAF)
Die Bonner Vereinbarung vom 5. Dezember 2001 war Grundlage für die Resolution 1386 (2001) vom 20. Dezember 2001 des Sicherheitsrates der Vereinten Nationen, der noch im selben Monat die Aufstellung der International Security Assistance Force (ISAF) beschloss. Der Deutsche Bundestag erteilte am 22. Dezember 2001 das Mandat für die Beteiligung der Bundeswehr am ISAF-Einsatz. Am 8. Januar 2002 wurden die ersten deutschen Vorauskräfte nach Afghanistan in Marsch gesetzt. Das Zuständigkeitsgebiet des an ISAF beteiligten Deutschen Einsatzkontingentes umfasste zunächst nur die afghanische Hauptstadt Kabul und Umgebung.
Der Einsatz war zunächst auf sechs Monate befristet und hatte das Ziel, wie in Anhang I zur Bonner Vereinbarung vorgesehen, die vorläufigen Staatsorgane Afghanistans bei der Aufrechterhaltung der Sicherheit in Kabul und seiner Umgebung so zu unterstützen, dass sowohl die vorläufige afghanische Regierung als auch Personal der Vereinten Nationen in einem sicheren Umfeld arbeiten können.
Die Bundeswehr beteiligte sich letztlich mit bis zu 5.350 Soldatinnen und Soldaten am ISAF-Einsatz. Für Deutschland weitete sich der Einsatz damit zum größten in der Geschichte der Bundeswehr aus.
Deutschland war im März 2011 mit ungefähr 5300 Soldaten der Bundeswehr aufgrund eines Kontingentwechsels im Einsatz. Zusätzlich wurden ab März 2011 einige AWACS-Besatzungen als Teil der flexiblen Reserve nach Afghanistan verlegt. Am 28. Februar 2014 wurde das letzte Mandat mit einer Laufzeit von zehn Monaten beschlossen. Mit dem Auslaufen der Resolution 2120 (2013) des UN-Sicherheitsrates sowie des Operationsplans (OPLAN) der NATO liefen zudem die Rechtsgrundlagen für den ISAF-Einsatz aus.
Ende 2014 endete der NATO-geführte ISAF-Einsatz in Afghanistan.
Der Bundestag hatte wiederholt der Fortsetzung der Beteiligung am ISAF-Einsatz zugestimmt.
Am 26. Februar 2010 stimmte der Deutsche Bundestag einer Verlängerung des Afghanistan-Mandats bis Ende Februar 2011 zu. In der namentlichen Abstimmung votierten 429 von 586 Abgeordneten für das neue Mandat, 111 lehnten es ab und 46 enthielten sich. Das Mandat sah vor, dass das Bundeswehrkontingent auf bis zu 5000 Soldaten aufgestockt werden kann, dazu kamen 350 Soldaten als flexible Reserve für besondere Anforderungen. Am 28. Januar 2011 wurde das Mandat mit einer Mehrheit von 72,5 % der Stimmen aller Bundestagsabgeordneten um ein weiteres Jahr verlängert.
Am 26. Januar 2012 stimmte der Deutsche Bundestag in seiner 155. Plenarsitzung einer Verlängerung des Afghanistan-Mandats um ein weiteres Jahr zu. Für den Antrag der Bundesregierung (Kabinett Merkel II)
zur „Fortsetzung der Beteiligung bewaffneter deutscher Streitkräfte an dem Einsatz der Internationalen Sicherheitsunterstützungstruppe in Afghanistan (International Security Assistance Force, ISAF) unter Führung der NATO auf Grundlage der Resolution 1386(2001) und folgender Resolutionen, zuletzt Resolution 2011(2011) vom 12. Oktober 2011 des Sicherheitsrates der Vereinten Nationen“ votierten in namentlicher Abstimmung 424 von 569 Abgeordneten (abgegebene Stimmen), 107 lehnten ihn ab und 38 enthielten sich.
Anfang 2014 erneuerte der Bundestag das Mandat für Afghanistan bis zum Ende des Jahres 2014.

## Militärische Operationen mit deutscher Beteiligung
Deutschland hatte seit Mitte 2006 die Verantwortung für die Operation in der Nordregion. In seinem Verantwortungsbereich stellte Deutschland in Kundus und Faizabad die Führung von zwei der fünf Provincial Reconstruction Team genannten regionalen Wiederaufbauteams. Diese hatten die Aufgabe, die Autorität der Zentralregierung in der Fläche zu stärken und dazu beizutragen, ein stabiles Umfeld für den zivilen Wiederaufbau zu schaffen. Darüber hinaus unterstützte Deutschland den Aufbau der afghanischen Armee und der Polizei. Seit dem 15. Februar 2002 gab es mehrere hundert Zwischenfälle der Bundeswehr in Afghanistan.

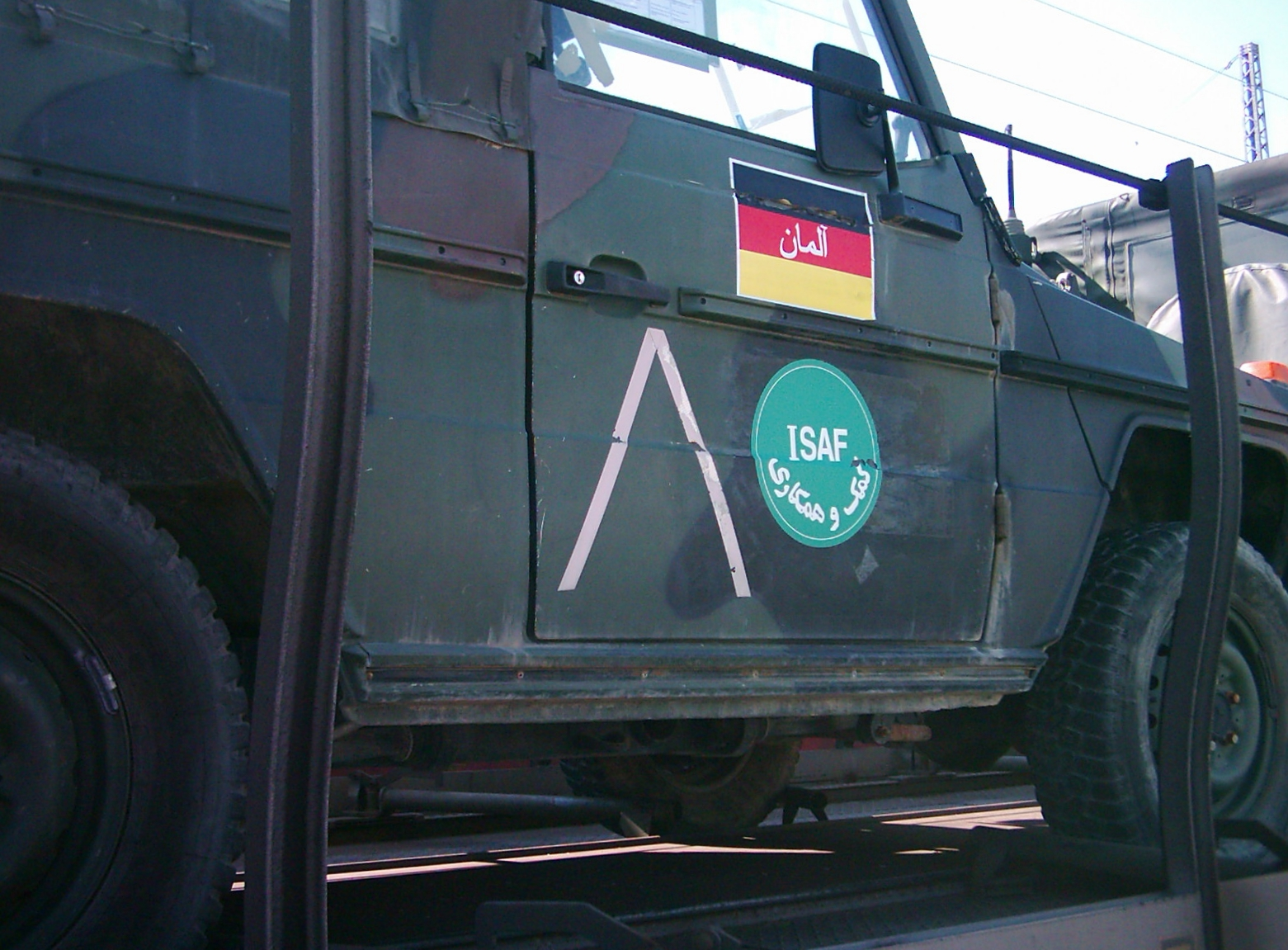
Mercedes Wolf, Seitenansicht mit Kennzeichnung für Afghanistan-Einsatz

Einige größere militärische Operationen mit deutscher Beteiligung waren:
- Schlacht um Tora Bora Dezember 2001, OEF
- Operation Anaconda März 2002, OEF
- Operation Mountain Fury September 2006 bis Januar 2007
- Operation Harekate Yolo Oktober/November 2007
- Operation Karez Mai 2008
- ISAF-Operationsführung im Raum Kundus April 2009 bis Dezember 2014
- Operation Oqab Juli 2009
- Operation Taohid März–Mai 2010
- Operation Halmazag Oktober/November 2010
- Operation Desert Dragon November/Dezember 2011

## Eingesetzte Bundeswehrkräfte
Während des Bundeswehreinsatzes in Afghanistan von 2001 bis 2021 waren verschiedene Teilstreitkräfte und Truppengattungen der Bundeswehr beteiligt. Ihre Hauptaufgaben umfassten Aufklärung, Schutz, Kampf, Logistik, medizinische Versorgung sowie den Wiederaufbau und die Ausbildung afghanischer Sicherheitskräfte.

### Heer
- Fallschirmjäger: Eingesetzt für luftbewegliche Operationen und spezialisierte Infanterieaufgaben.
- Gebirgsjäger: Zuständig für Operationen in schwierigem Gelände und Gebirgsregionen.
- Panzergrenadiere: Mechanisierte Infanterie, die mit Schützenpanzern operierte.
- Fernspäher: Spezialisierte Kräfte für verdeckte Aufklärung hinter feindlichen Linien.
- Heeresflieger: Einsatz von Transporthubschraubern wie der CH-53 für Truppen- und Materialtransporte.
- Panzertruppen: Zeitweise Einsatz von Kampfpanzern Leopard 2 in der Region Kundus.
- Artilleriekräfte: Nutzung der Panzerhaubitze 2000 zur Feuerunterstützung.

### Luftwaffe
- Transportflugzeuge: Einsatz von Transall C-160 für den Lufttransport; ab 2019 auch Airbus A400M für erweiterte Transportkapazitäten und Luftbetankung.
- Aufklärungsflugzeuge: Stationierung von Tornado-RECCE-Flugzeugen zur Luftaufklärung.
- Unbemannte Luftfahrzeuge: Betrieb von Drohnen wie der Heron 1 zur Aufklärung.

### Marine
- Marineinfanterie: Beteiligung am Schutz von Einrichtungen und Konvois.
- Seefernaufklärung: Unterstützung durch Aufklärungsflugzeuge für maritime Überwachung.

### Sanitätsdienst
- Feldlazarette: Einrichtung und Betrieb von medizinischen Einrichtungen in Einsatzgebieten wie Mazar-e Sharif.
- MedEvac: Durchführung von medizinischen Evakuierungen mittels CH-53-Hubschraubern und speziell ausgerüsteten Airbus A310 MedEvac.

### Spezialkräfte
- Kommando Spezialkräfte (KSK): Durchführung von Spezialoperationen, einschließlich der Festnahme hochrangiger Taliban-Führer wie Abdul Razeq im Jahr 2009.
- Task Force 47 (TF 47): Zusammenarbeit von KSK mit anderen Spezialkräften zur Terrorismusbekämpfung.

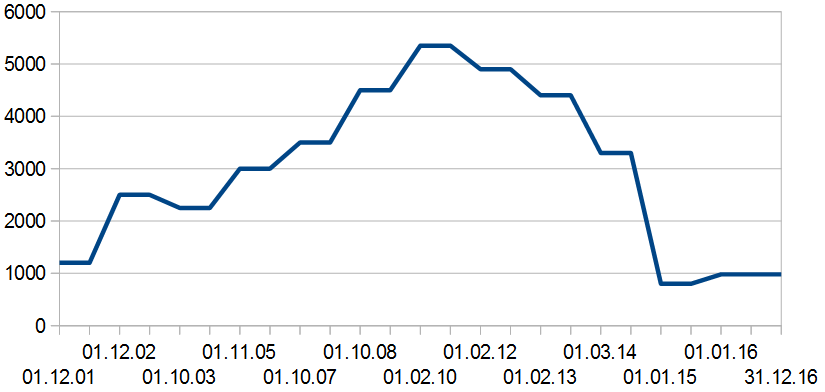
Anzahl der Bundeswehrsoldaten in Afghanistan 2001–2016

### Kommandeure des deutschen Einsatzkontingents
| Rang           | Name               | Zeitraum                                                                 |
| -------------- | ------------------ | ------------------------------------------------------------------------ |
| Brigadegeneral | Bernd Kiesheyer    | August 2005 bis April 2006                                               |
| Brigadegeneral | Markus Kneip       | April bis Oktober 2006                                                   |
| Brigadegeneral | Volker Barth       | Oktober 2006 bis Februar 2007                                            |
| Brigadegeneral | Josef Blotz        | Februar bis August 2007                                                  |
| Brigadegeneral | Dieter Warnecke    | August 2007 bis Januar 2008                                              |
| Brigadegeneral | Dieter Dammjacob   | 9. Januar bis 9. Juli 2008                                               |
| Brigadegeneral | Jürgen Weigt       | 9. Juli 2008 bis 10. Januar 2009                                         |
| Brigadegeneral | Jörg Vollmer       | 10. Januar bis 3. Oktober 2009                                           |
| Brigadegeneral | Jürgen Setzer      | 3. Oktober bis 29. November 2009 (Ablösung aus gesundheitlichen Gründen) |
| Brigadegeneral | Frank Leidenberger | 30. November 2009 bis 20. Juni 2010                                      |
| Generalmajor   | Hans-Werner Fritz  | 20. Juni 2010 bis 24. Februar 2011                                       |
| Generalmajor   | Markus Kneip       | 24. Februar 2011 bis 26. Februar 2012                                    |
| Generalmajor   | Erich Pfeffer      | 26. Februar 2012 bis 21. Februar 2013                                    |
| Generalmajor   | Jörg Vollmer       | 21. Februar 2013 bis 13. Februar 2014                                    |
| Generalmajor   | Bernd Schütt       | 13. Februar 2014 bis 1. August 2014                                      |

### Kommando Spezialkräfte
Mit dem Bundestagsmandat zu Operation Enduring Freedom, war der Einsatz von maximal 100 Soldaten des Kommando Spezialkräfte (KSK) in Afghanistan eingeschlossen. Vermutet wurde ihr Einsatz bei verschiedenen Operationen 2001 und 2002, unter anderem durch die Beschuldigungen von Murat Kurnaz. Dieses Mandat wurde am 13. November 2008 vom Bundestag wieder gestrichen, seitdem ist das KSK nur noch unter dem ISAF-Mandat in Afghanistan einsetzbar. Nach dem Luftangriff bei Kunduz wurde in der Politik und der Presse über eine Beteiligung des KSK bei diesem Ereignis spekuliert. Am 5. Mai 2013 teilte die Bundeswehr mit, dass ein KSK-Angehöriger bei einem Einsatz in der Provinz Baghlan fiel. Ein weiterer Soldat wurde verletzt. Dies war der erste bestätigte Todesfall eines KSK-Angehörigen in Afghanistan.

### Bundesminister der Verteidigung
Die deutschen Verteidigungsminister während des Afghanistaneinsatzes waren:
| Nr. | Name                       | Partei | Beginn der Amtszeit | Ende der Amtszeit |
| --- | -------------------------- | ------ | ------------------- | ----------------- |
| 12  | Rudolf Scharping           | SPD    | 27. Oktober 1998    | 19. Juli 2002     |
| 13  | Peter Struck               | SPD    | 19. Juli 2002       | 22. November 2005 |
| 14  | Franz Josef Jung           | CDU    | 22. November 2005   | 28. Oktober 2009  |
| 15  | Karl-Theodor zu Guttenberg | CSU    | 28. Oktober 2009    | 3. März 2011      |
| 16  | Thomas de Maizière         | CDU    | 3. März 2011        | 17. Dezember 2013 |
| 17  | Ursula von der Leyen       | CDU    | 17. Dezember 2013   | 17. Juli 2019     |
| 18  | Annegret Kramp-Karrenbauer | CDU    | 17. Juli 2019       | 8. Dezember 2021  |

## Verlauf

### Beitrag zur Operation Enduring Freedom (OEF) in Afghanistan
Mit dem Bundestagsmandat vom 16. November 2001 beteiligte sich Deutschland an der US-geführten Operation Enduring Freedom (OEF). Dieses Mandat umfasste den Einsatz von bis zu 3.900 Soldaten im gesamten OEF-Einsatzgebiet, darunter maximal 100 Angehörige des Kommando Spezialkräfte (KSK) in Afghanistan. Ziel war es, Führungs- und Ausbildungseinrichtungen von Terroristen auszuschalten sowie Terroristen zu bekämpfen.
Im Dezember 2001 waren KSK-Soldaten an der Schlacht um Tora Bora beteiligt. Ihre Hauptaufgaben umfassten Aufklärungs- und Abriegelungsoperationen sowie den Flankenschutz für amerikanische und britische Spezialkräfte.
Im März 2002 nahmen KSK-Soldaten an der Operation Anaconda teil.
Im Mai 2009 waren KSK-Soldaten an der Festnahme des Taliban-Kommandeurs Abdul Razeq in der Provinz Badachschan beteiligt. Während dieser Operation wurde ein deutscher Soldat verletzt.
Bei der Mandatsverlängerung von OEF im November 2008 verzichtete der Bundestag auf die weitere Abstellung von Spezialkräften zum Antiterrorkampf. Der Einsatz des KSK in Afghanistan erfolgte fortan ausschließlich unter dem Mandat der International Security Assistance Force (ISAF). Die deutsche Beteiligung an der Mission OEF endete im Jahr 2010.

### ISAF-Einsatz in Kabul
Am 2. Januar 2002 traf ein deutsches Vorauskommando in Kabul ein, das Camp Warehouse wurde aufgebaut. Als Umschlagpunkt für Lufttransporte zwischen Deutschland und Afghanistan richtete die Bundeswehr den Stützpunkt Termez in Usbekistan nahe der afghanischen Grenze ein. Vom 10. Februar bis zum 11. August 2003 übernahmen Deutschland und die Niederlande die Führung der ISAF von der Türkei; Norbert van Heyst wurde der ISAF-Kommandeur. Anschließend ging die Führung der ISAF an die NATO über, da kein Staat mehr dazu bereit war. ISAF-Kommandeur wurde Götz Gliemeroth. In dieser Zeit wurde auch der Flughafen Kabul repariert und einiges neu gebaut.
Am 6. März 2002 starben beim Entschärfen einer Flugabwehrrakete die ersten Bundeswehrsoldaten. In den Jahren darauf gab es weitere getötete und verletzte deutsche Soldaten durch Unfälle, Minen und Selbstmordattentate. Das Attentat am 7. Juni 2003 auf einen Bus, in dem deutsche ISAF-Soldaten den Flughafen Kabul für ihre Rückreise nach Deutschland erreichen wollten, erregte große Aufmerksamkeit in Deutschland. 2007 wurde ein al-Qaida-Video bekannt, wonach der Selbstmordattentäter ein Saudi aus Dschidda gewesen sein soll. Wie unvorbereitet die Bundeswehr war, zeigte sich unter anderem darin, dass einige der damals verletzten Soldaten noch jahrelang um ihre Wehrdienstbeschädigung mit der Wehrbereichsverwaltung stritten. Im Mai 2006 zog die Bundeswehr endgültig aus dem Camp Warehouse aus.

### Ausweitung des ISAF-Mandats
Am 24. Oktober 2003 beschloss der Bundestag, dass die Bundeswehr in Kundus das Provincial Reconstruction Team (PRT) von den US-Amerikanern übernehmen und dort mit der Entwaffnung von Milizen beginnen soll. Im Sommer 2004 folgte ein weiteres PRT in Faizabad.

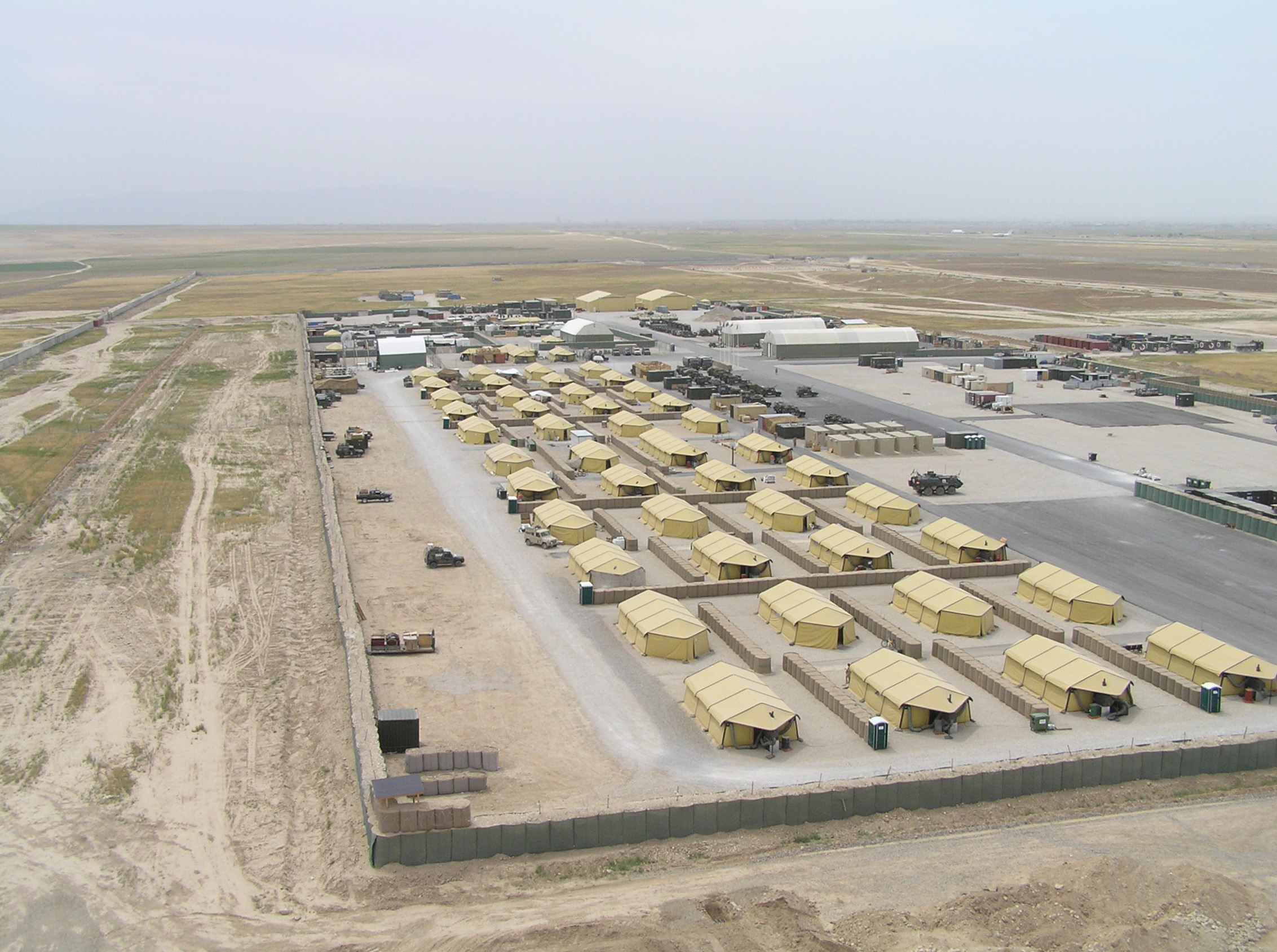
Camp Marmal in Masar-e Scharif

Vom Juli 2004 bis zum Januar 2005 stand die Kabul Multi National Brigade unter dem Kommando der Deutsch-Französischen Brigade, die vom damaligen Brigadegeneral Walter Spindler geführt wurde. Nachdem Deutschland im Juli 2005 die Aufgabe des Regional Area Coordinator North (RAC North) übernommen hatte, folgte im Juni 2006 die Aufgabe des Regional Commander North (RC North) der ISAF-Truppen. Im August 2006 wurde Camp Marmal in Masar-e Scharif aufgebaut. Am 1. Juli 2008 übernahm die Bundeswehr die Quick Reaction Force (QRF) des Regionalkommandos Nord von Norwegen.
Seit 2006 hatte die Bundeswehr Operational Mentoring and Liaison Teams (OMLT) im Einsatz, die die Afghanischen Nationalarmee bei der Ausbildung unterstützten.
Im Oktober 2006 wurde im Rahmen eines Medienskandals bekannt, dass mehrere Soldaten der Bundeswehr während ihres Einsatzes mit menschlichen Schädeln und Skelettteilen posiert hatten. Die Fotos, die unter anderem inszenierte Scheinhinrichtungen zeigten, stammten aus den Jahren 2003 und 2004. Der Vorfall löste nationale und internationale Empörung aus und führte zu disziplinarischen Untersuchungen gegen zahlreiche Soldaten.
Am 12. Oktober 2006 gerieten sechs deutsche Soldaten in einem Bergtal unter schweren Beschuss durch Aufständische. Der US-Pilot Brian Erickson (75. Fighter Squadron) rettete durch die Luftnahunterstützung mit einem Erdkampfflugzeug vom Typ A-10 das Leben der Soldaten und wurde dafür mit dem Distinguished Flying Cross mit Emblem für Heldentum im Kampf ausgezeichnet.

### Zunehmende Kampfeinsätze

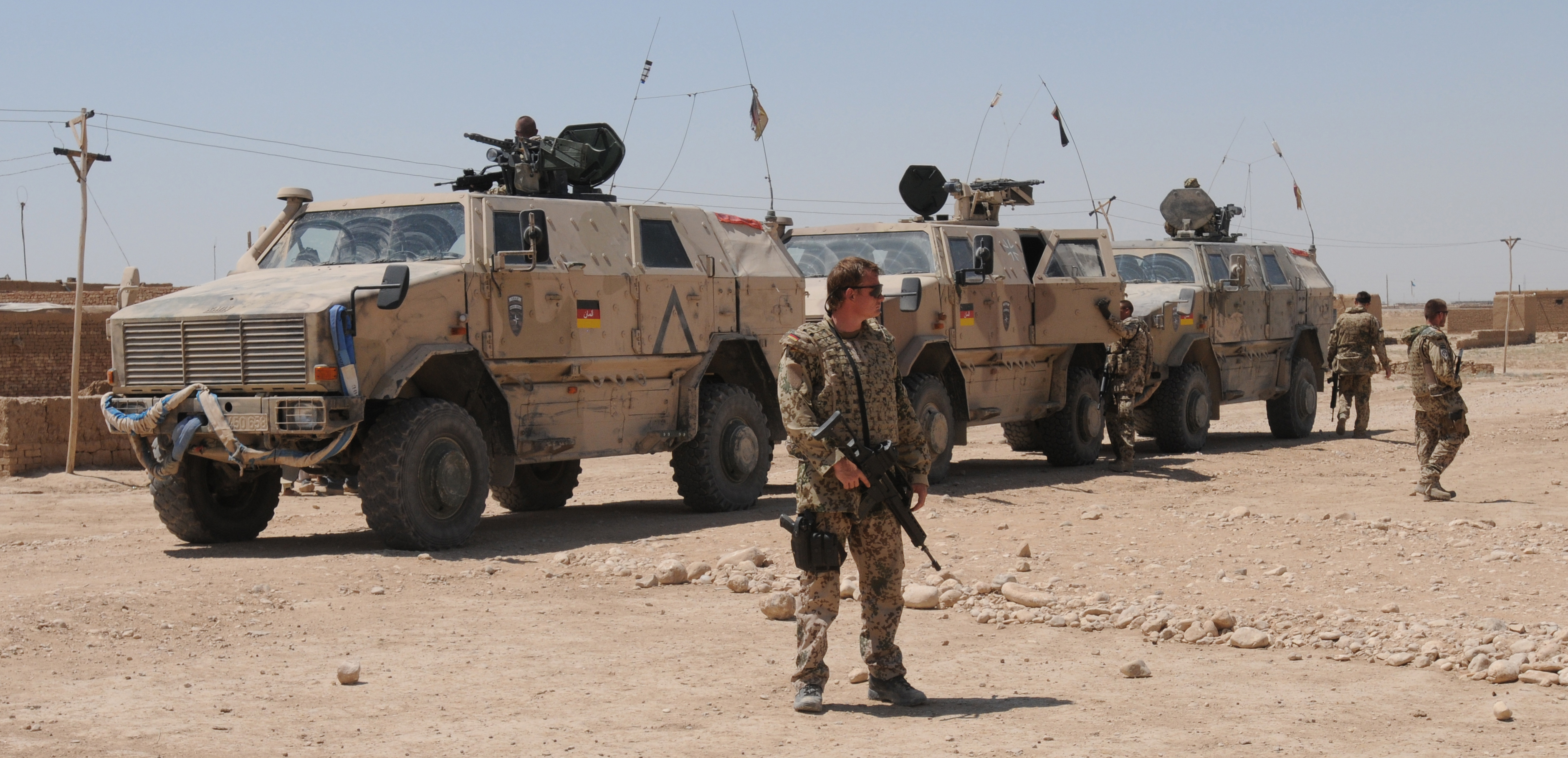
Deutsche ISAF-Patrouille mit drei ATF Dingo bei Masar-e Scharif

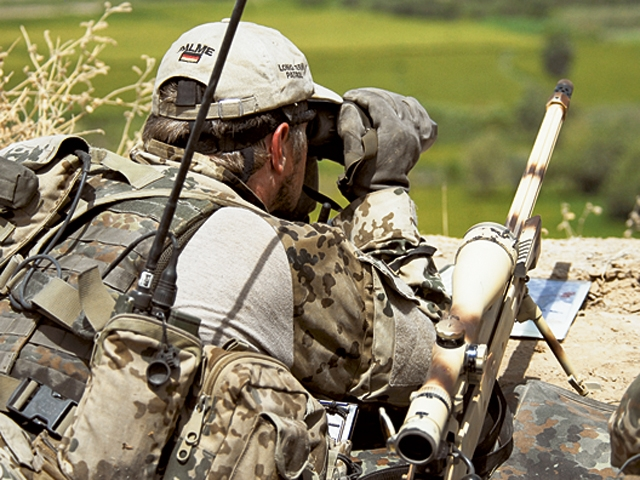
Deutscher Scharfschütze im Einsatz

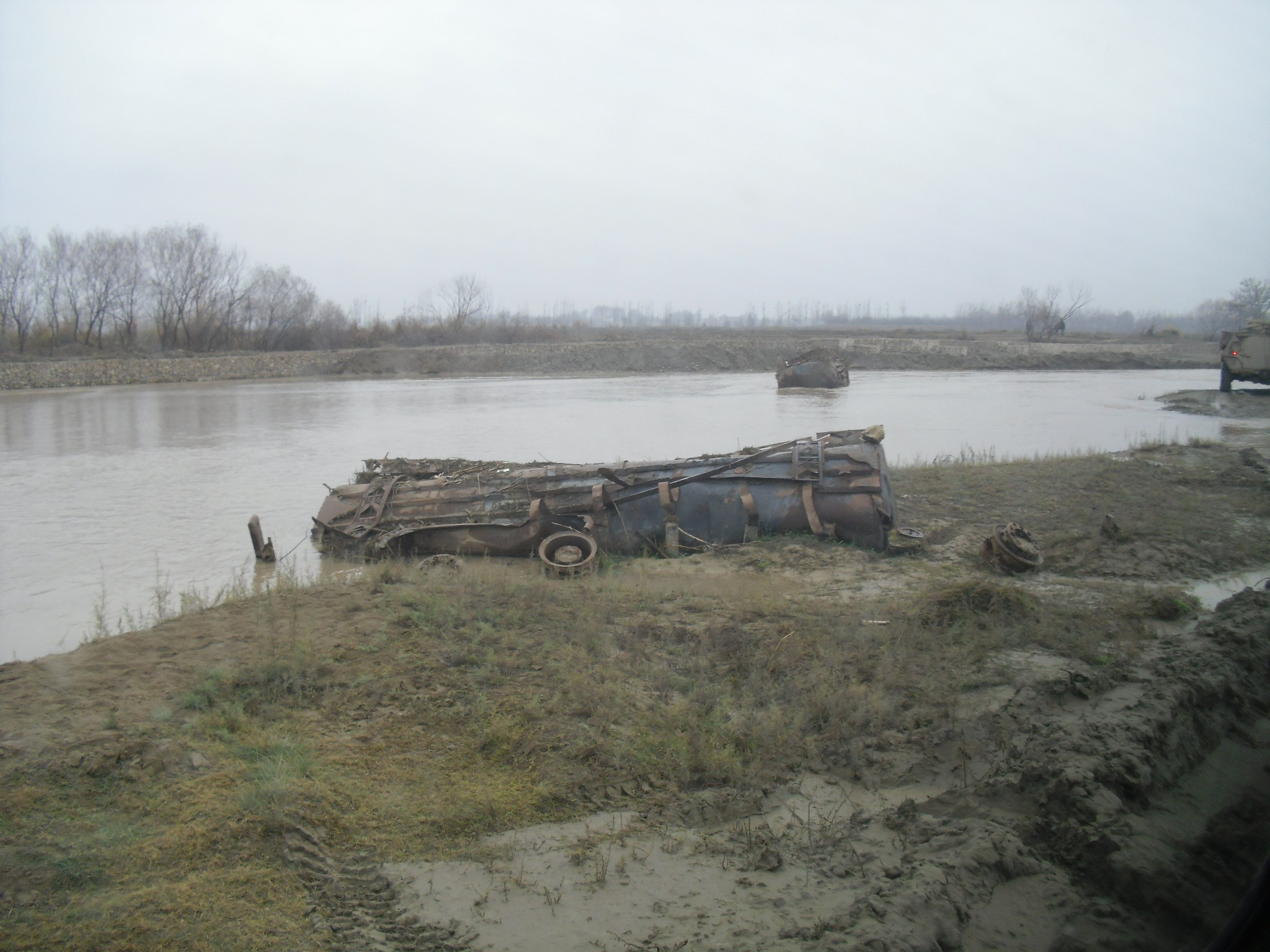
Wracks der beiden beim Luftangriff bei Kundus zerstörten Tanklaster

Seit 2007 kam es im Regionalkommando Nord verstärkt zu Taliban-Angriffen. Am 9. März 2007 entschied die Bundesregierung (Kabinett Merkel I), den Auftrag des Einsatzgeschwaders Mazar-e Sharif zu erweitern und Flugzeugen vom Typ Recce Tornado nach Afghanistan zu verlegen. Die Maschinen des Aufklärungsgeschwader 51 wurden im November 2010 wieder nach Deutschland zurückverlegt.
Seit 2009 gab es wiederholt Operationen zur Stabilisierung der Region Kundus. Bei der Operation Oqab (Operation Adler) im Juli 2009 setzte die Bundeswehr zum ersten Mal in ihrer Geschichte leichte Artillerie (Mörser) und Schützenpanzer ein.
Am 2. Juli 2009 beschloss der Bundestag den Einsatz von Soldaten der Bundeswehr in AWACS-Flugzeugen der NATO mit sehr rigiden Einsatzregeln. Da man keine Überflugsrechte von den Nachbarstaaten hatte, kamen die Maschinen nie zum Einsatz. Am 25. März 2011 beschloss der Bundestag erneut die deutsche Beteiligung an AWACS-Aufklärungsflügen. Für den Einsatz stimmten 407 Abgeordnete, 113 votierten dagegen, 32 enthielten sich. Mit der deutschen Beteiligung an den AWACS-Flügen der NATO in Afghanistan wollte die Bundesregierung die Verbündeten entlasten, die an dem internationalen Libyen-Einsatz beteiligt waren.
Für den deutschen AWACS-Einsatz waren 300 Bundeswehrsoldaten vorgesehen. Die bisherige Afghanistan-Mandatsobergrenze von 5000 Bundeswehrsoldaten zuzüglich der Reserve von 350 Soldaten sollte nicht überschritten werden.
Der Luftangriff bei Kundus am 4. September 2009, bei dem nach NATO-Einschätzung bis zu 142 Menschen, darunter viele Zivilisten, getötet und weitere verletzt wurden, ist in der Geschichte der Bundeswehr beispiellos. Letztlich führte er zum Rücktritt des ehemaligen Bundesverteidigungsministers Franz Josef Jung, der bereits als Bundesarbeitsminister vereidigt war, und zu einem Untersuchungsausschuss im Bundestag. Deutschland zahlte für die Familien von 91 Toten und von 11 Schwerverletzten als Entschädigung je 5000 US-Dollar (über die Kabul Bank). Zu diesem Zeitpunkt war Karl-Theodor zu Guttenberg bereits Verteidigungsminister. Er entließ später den Generalinspekteur Wolfgang Schneiderhan und den Staatssekretär Peter Wichert.
Um Kritik der ISAF-Verbündeten zu begegnen, beteiligte sich die Luftwaffe seit Dezember 2009 an Kampfeinsätzen der Royal Air Force im Süden Afghanistans.
In einer Regierungserklärung vom 28. Januar 2010 erklärte Bundeskanzlerin Angela Merkel, dass die deutsche Regierung die Ausbildung der afghanischen Armee stark forcieren möchte und die Zahl der deutschen Polizeiausbilder in diesem Jahr von 123 auf 200 erhöht. Außerdem kündigte sie an, den deutschen Beitrag zum zivilen Wiederaufbau, vor allem im ländlichen Raum, zu erhöhen, und zwar von 220 Millionen Euro im Jahr 2010 auf 430 Millionen Euro im Jahr 2013, dazu einen Beitrag von jährlich 10 Millionen Euro für den neuen internationalen Reintegrationsfonds („Afghan Peace and Reintegration Programe“) in den Jahren von 2010 bis 2014.
Am 26. Februar 2010 entschied der Bundestag, die maximale Zahl der Soldaten von 4.500 auf 5.350 zu erhöhen, wobei 350 Mann zur Reserve gehören. Im Dezember 2011 wurde die Personalobergrenze inklusive AWACS-Besatzung von 5.350 auf 4.900 gesenkt.
Am 17. März 2010 wurde erstmals eine echtzeitfähige Aufklärungsdrohne vom Typ Heron 1 eingesetzt. Im Mai 2010 wurden drei Panzerhaubitzen 2000 nach Afghanistan verlegt und nach ihrem ersten Einsatz am 10. Juli 2010 wiederholt eingesetzt.
Vom 20. Juni 2010 bis zum 24. Februar 2011 war Hans-Werner Fritz, ein Generalmajor der Bundeswehr, Regionalkommandeur Nord. Ihm folgten Markus Kneip (bis 26. Februar 2012) und Erich Pfeffer.
Die seit Sommer 2009 im Regionalkommando aktiven US-Spezialeinheiten, wie etwa die unter OEF-Mandat handelnde Task Force 373, unterstanden nicht dem Regionalkommandeur Nord, da dieser nur für ISAF-Soldaten zuständig war.
Im August 2010 wurde der QRF-Verband im Norden aufgelöst und in zwei Ausbildungs- und Schutzbataillone überführt, jeweils eines in Kundus und eines in Masar-e Scharif, wobei jedes Bataillon aus etwa 1.200 deutschen Soldaten besteht. Diese Bataillone sollen zusammen mit afghanischen Truppen in den Einsatz gehen. Im Gegensatz zu früher will man jetzt nicht mehr nur von Zeit zu Zeit per Patrouille Präsenz vor Ort zeigen, sondern in bestimmten Schwerpunktgebieten über Wochen zusammen mit afghanischen Soldaten vor Ort bleiben. Dabei sollen lokale Sicherheitskräfte rekrutiert und Hilfsprojekte organisiert werden. Die Operation Halmazag im Oktober/November 2010 war der erste größere binationale Einsatz dieser Truppen, wobei es zu heftigen Kämpfen im Distrikt Char Darah, nahe Kunduz, kam.
In Taloqan, vor dem Camp des Provincial Advisory Team Taloqan, ereignete sich am 18. Mai 2011 ein Zwischenfall.

### Übergabe der Sicherheitsverantwortung
Im Regionalkommando Nord begann die Übergabe der Sicherheitsverantwortung an die Afghanische Nationalarmee mit der Provinzhauptstadt Masar-e Scharif am Samstag, den 23. Juli 2011.
Bundespräsident Wulff war am 16. Oktober 2011 zu einem Staatsbesuch in Afghanistan, wobei auch die im Dezember 2011 durchgeführte Afghanistan-Konferenz auf dem Bonner Petersberg vorbereitet wurde. In diesem Zusammenhang machte Wulff die Aussage gegenüber den afghanischen Präsident Hamid Karzai:

„Deutschland und die internationale Gemeinschaft werden Ihr Land, Herr Präsident, auch nach 2014 nicht im Stich lassen. Mein Land wird sich dieser Verantwortung nicht entziehen.“

Anschließend reiste Wulff weiter nach Masar-e Scharif und Kundus zu einem Truppenbesuch. In Masar-e Scharif traf er auch mit US-Soldaten zusammen, die mehrmals deutsche Soldaten per Hubschrauber aus gefährlichen Gefechtssituationen herausgeflogen hatten.
Im Januar 2012 übernahmen Afghanen die Verantwortung der Sicherheit für Faizabad und für mehrere Distrikte der Provinz Badachschan. Im Oktober 2012 wurde das Lager ganz aufgegeben. Bereits gegen Ende des Jahres 2011 war die Leitung des PRTs von der Bundeswehr an das deutsche Außenministerium übergeben worden. Die Provinz Balch wurde ebenfalls in afghanische Verantwortung übergeben.
Der Stützpunkt in Talokan in der Provinz Tachar wurde wegen Unruhen in mehreren afghanischen Städten am 23. Februar 2012, einige Wochen früher als geplant, aufgelöst. Im Regionalen Beraterteam (PAT) waren zuletzt etwa 50 Bundeswehrsoldaten stationiert.
Ein Strategisches Partnerschaftsabkommen wurde am 16. Mai 2012 mit Afghanistan geschlossen. Dabei wurde geregelt wie die Unterstützung für Afghanistan nach Abzug der Bundeswehr aussehen soll.
Im Dezember 2012 verlegte die Bundeswehr die ersten zwei von insgesamt vier Kampfhubschrauber Eurocopter Tiger nach Afghanistan.
Im Oktober 2013 beendete die Bundeswehr ihren Abzug aus dem Feldlager Kundus, wobei der Transport von Material und Waffen in schwerbewachten Konvois nach Masar-e Scharif weitgehend abgeschlossen wurde. Verteidigungsminister de Maizière, Außenminister Westerwelle und die afghanischen Verteidigungs- und Innenminister feierten im Feldlager am 6. Oktober in einer kleinen Zeremonie die Übergabe des Feldlagers an die afghanischen Sicherheitskräfte.
Zum 31. Dezember 2014 wurde die ISAF-Mission beendet und in die Ausbildungsmission Resolute Support überführt.
Zur Rückführung überschüssigen Materials aus der ISAF-Mission nach Deutschland nutzte die Bundeswehr den Logistischen Umschlagpunkt Trabzon in der Türkei.

### Resolute Support
Ab 1. Januar 2015 beteiligte sich die Bundeswehr an der Mission Resolute Support, die die Ausbildung und Unterstützung der afghanischen Sicherheitskräfte zum Ziel hatte, um sie dazu zu befähigen, die Sicherheitsverantwortung für das Land alleine tragen zu können.
Von Januar bis Juli 2015 stellte Deutschland mit Generalleutnant Carsten Jacobson den stellvertretenden Kommandeur der Mission. Von Juni 2015 bis Juni 2021 stellte die Bundeswehr durchgängig den Chef des Stabes von Resolute Support.
Die Mission war in regionale Kommandos für Training, Beratung und Unterstützung der afghanischen Sicherheitskräfte (Train, Advice, Assist Commands, TAAC) aufgeteilt. Deutschland trat als Führungsnation des TAAC North auf, das sein Hauptquartier im Camp Marmal in Masar-e Scharif hatte und für den Norden Afghanistans zuständig war – für diese Region war die Bundeswehr schon während der ISAF-Mission hauptverantwortlich.

#### Abzug
Im Februar 2020 schloss die US-Regierung während der Präsidentschaft von Donald Trump bilateral mit den Taliban das Doha-Abkommen, in dem sie sich zu einem vollständigen Abzug der US-Truppen aus Afghanistan bis Ende April 2021 verpflichtete. Dieser Stichtag fiel damit schon in die Amtszeit des nächsten US-Präsidenten.
Trumps Nachfolger Joe Biden erklärte im April 2021, die US-Truppen bis spätestens zum (symbolischen Stichtag) 11. September des gleichen Jahres vollständig aus Afghanistan abzuziehen.
Die NATO-Verbündeten schlossen sich noch am gleichen Tag dieser Ankündigung an. Die Bundeswehr begann daraufhin ebenfalls mit dem Abzug ihrer noch rund 1100 Soldaten.
Die letzten deutschen Soldaten kehrten bis 30. Juni 2021 nach Deutschland zurück, womit der Afghanistaneinsatz der Bundeswehr offiziell endete.

### Evakuierungsoperation im August 2021
Vom 16. bis 26. August 2021 führte die Bundeswehr eine militärische Evakuierungsoperation in der Hauptstadt Kabul durch, um deutsche Staatsangehörige, Ortskräfte und weitere gefährdete Personen aus Afghanistan auszufliegen.

#### Vorgeschichte
Infolge des schrittweisen Truppenabzugs der Koalitionskräfte gelang es den Taliban ab Mai 2021 mit nur geringer Gegenwehr durch die Afghanische Nationalarmee, große Gebiete Afghanistans zu erobern. Im August zeichnete sich die militärische Niederlage der afghanischen Streitkräfte und der Verlust der Hauptstadt Kabul ab. Die Bundeswehr begann daher am 13. August Planungen für eine militärische Evakuierungsoperation.
Präsident Aschraf Ghani floh am 15. August ins Exil in die Vereinigten Arabischen Emirate. Am gleichen Tag eroberten die Taliban Kabul und übernahmen die Macht über das Land. Nur der Flughafen Kabul wurde noch durch US-amerikanische und verbündete Kräfte gehalten und stellte damit den einzig sicheren Ausweg aus der Stadt dar. Aufgrund dessen setzte eine Fluchtbewegung zum Flughafen ein, wo tausende Menschen auf einen Flug ins Ausland hofften und es zu chaotischen Szenen kam.
Der Entschluss zum Start der deutschen Operation fiel am 15. August.

#### Einsatzverlauf
Der Einsatzverband wurde von Jens Arlt geführt. Die Verbringung erfolgte mit Transportflugzeugen Airbus A400M des Lufttransportgeschwader 62. Als Stützpunkt für Zwischenstopps zwischen Deutschland und Kabul wurde der Flughafen Taschkent in Usbekistan genutzt.
Die ersten Transportflugzeuge landeten am 16. August 2021 in Kabul. Aufgrund einer nächtlichen Ausgangssperre und kurzer Standzeiten der Flugzeuge am Boden fand der erste deutsche Evakuierungsflug nach Taschkent mit nur 7 berechtigten Personen statt.
Am frühen Morgen des 23. August kam es zu einem Feuergefecht zwischen afghanischen Sicherheitskräften und unbekannten Angreifern am Nordtor des Flughafens. Ein afghanischer Soldat wurde getötet, drei weitere verletzt. Bundeswehrsoldaten waren beteiligt, blieben jedoch unverletzt.
Am 26. August verschlechterte sich die Sicherheitslage und die Bundeswehr beendete die Evakuierungsoperation. Kurz vor dem Abflug der letzten Bundeswehrmaschinen verübte die Terrorgruppe IS-K einen Selbstmordanschlag auf den Flughafen, der über 100 Menschen tötete, darunter 13 US-Soldaten. Insgesamt flog die Bundeswehr während des Einsatzes 5347 Menschen aus.
Während der Evakuierung gab es Kritik an der späten Reaktion der Bundesregierung und der zunächst geringen Anzahl ausgeflogener Personen.

## Weitere Tätigkeiten

### Polizeiliche Aufbauhilfe
Ab Frühjahr 2002 unterstützte Deutschland die Ausbildung der afghanischen Polizei. Dazu wurde in Kabul eine Polizeiakademie aufgebaut, der Wiederaufbau von Gebäuden unterstützt und die Ausrüstung ergänzt. Im August 2002 traten die ersten 1500 Rekruten in die Akademie ein. Die Ausbildung ist vorgesehen für Unteroffiziere (Satanman) und Offiziere (Saran). Später wurde der deutsche Ansatz dahingehend kritisiert, dass so zu wenig Polizisten ausgebildet werden. Noch 2005 dauerte die Ausbildung zum Offizier drei Jahre an der Akademie plus zwei Jahre berufsbegleitend und zum Unteroffizier ein Jahr. Als Reaktion auf die Kritik wurde die Ausbildungszeit für die Ausbildung zum Unteroffizier verkürzt und von den USA geleitet eine Ausbildung für den einfachen Polizeidienst (Satunkai) eingeführt, die in acht Wochen abgeschlossen werden kann. Seit Sommer 2007 hat die EUPOL Afghanistan die Aufgabe von Deutschland übernommen, allerdings sind weiterhin deutsche Polizisten in der afghanischen Polizeiausbildung aktiv. Seit Januar 2009 beteiligt sich Deutschland auch am Programm Focused District Development (FDD) im Regionalkommando Nord. Es beinhaltet unter anderem das Aufstellen von sogenannten Polizei-Mentoring-Teams (PMT) zur Bewertung der Situation vor Ort und anschließend die Weiterbildung der Distriktpolizei in zweimonatigen Kursen in einem Polizeitrainingszentrum.
Die Aufgabe der Polizeiausbildung wurde entgegen den o. g. Angaben nicht seit 2007 alleinig durch Eupol AFG übernommen. Richtig ist, dass Eupol AFG eine der Ausbildungseinheiten der ANP (Afghan National Police), der ABP (Afghan Border Police) und der ANCOP (Afghan National Civil Order Police) war und ist.
An den Standorten der deutschen PRTs (Provincial Reconstruction Team) Kunduz und Feyzabad, als auch im Bereich der Forward Support Base „Camp Marmal“ / PRT „Northern Lights“ (Schweden) in Masar-e Scharif und in Kabul wurde die Ausbildung der afghanischen Polizei durch das German Police Project Team AFG (GPPT AFG) in den jeweiligen Police Training Center (PTC) bzw. der ANPA (Afghan National Police Akademie) durchgeführt. Das GPPT AFG setzte sich zu Hochzeiten in den Jahren 2010/2011 aus bis zu 200 deutschen Polizeibeamten des Bundes und der Länder zusammen. Nach Schließung der PRTs Kunduz und Feyzabad und dem Wechsel von einer Trainings- zu einer Mentoringmission wurde auch das GPPT entsprechend verkleinert.
In besonderem Maße wurde die Polizeiausbildung auch durch die amerikanischen Streitkräfte durchgeführt, u. a. im RTC Masar-e Scharif (Regional Training Center).

### Politische Einflussnahme auf die Taliban
Die Zeitschrift Der Spiegel berichtete 2007, es habe im Juli 2005 in Zürich ein geheimes Treffen zwischen dem Bundesnachrichtendienst (BND) und zwei Vertretern der Taliban gegeben. Das Interesse des BND habe darin bestanden zu erfahren, ob die Taliban sich von al-Qaida trennen würden. Die Taliban hätten ihr Interesse bekundet, als politische Kraft anerkannt zu werden. Die Gespräche führten zu keinen offiziellen Verhandlungen, da die Taliban sich nicht von al-Qaida hätten distanzieren wollen.
Im Winter 2011 kündigten die Taliban an, in Katar eine „Auslandsvertretung“ einzurichten, um „in einen Dialog mit der internationalen Gemeinschaft zu treten“. Nach US-Angaben soll zehn Monate lang darüber zwischen den Taliban und US-Vertretern verhandelt worden sein; man habe sich in Deutschland und Katar etwa ein halbes Dutzend Mal getroffen.

### Parallel geführte Einsätze
Neben Afghanistan beteiligte sich die Bundeswehr auch an anderen Orten an der Mission OEF, nämlich von November 2001 bis 2002 mit Unterstützung durch Lufttransporte, bis 2003 mit dem ABC-Abwehrbataillon Kuwait sowie bis 2010 mit dem Einsatz deutscher See- und Seeluftstreitkräfte am Horn von Afrika. Im Mittelmeer beteiligte sich Deutschland bis zum 31. Dezember 2013 an der NATO-geführten Operation Active Endeavour (OAE) zur Seeraumüberwachung.

## Öffentliche Wahrnehmung und Kritik
Im Jahr 2006 führten Veröffentlichungen in der Bildzeitung zum sog. „Totenschädel-Skandal“.

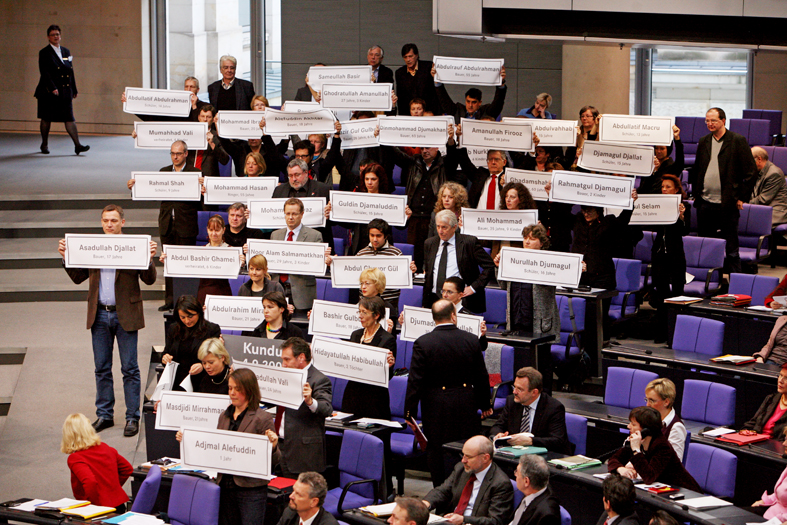
Abgeordnete der Partei Die Linke protestieren im Deutschen Bundestag am 26. Februar 2010 gegen den Einsatz der Bundeswehr. Auf den Plakaten sind die Namen ziviler Opfer des Luftangriffes bei Kunduz vom 4. September 2009 zu lesen. Die Abgeordneten wurden daraufhin von der Sitzung ausgeschlossen.

In einer repräsentativen Befragung im Dezember 2009 bezweifelte eine große Mehrheit der Bundesbürger, dass die Bundesregierung (Kabinett Merkel II) umfassend und ehrlich über den Bundeswehr-Einsatz in Afghanistan informiert. 69 % der Befragten befürworteten einen möglichst schnellen Abzug der deutschen Streitkräfte; 27 % sprachen sich für eine Fortsetzung des militärischen Engagements aus.
Die kritische Bewertung des ISAF-Einsatzes in der öffentlichen Diskussion in Deutschland basierte (Stand 2012) auf folgenden Befunden: Im konzeptionellen Design der ISAF-Mission seien die extrem defizitären Strukturen des kriegszerstörten afghanischen Staatswesens nicht hinreichend berücksichtigt worden. Faktisch müsse ein „Staatsaufbau ohne Staat“ betrieben werden. Die Ziele des Einsatzes seien zu hoch definiert gewesen, „mit Hoffnungen und Illusionen überfrachtet“. Die Planer seien auf eine hoffnungsvoll wartende Bevölkerung vorbereitet gewesen, nicht auf wachsenden Widerstand. Die Militäroffensive amerikanischer und britischer Streitkräfte im Süden habe dazu geführt, dass Aufständische in andere Landesteile auswichen, besonders in den Norden, für den die Bundeswehr zuständig war. Der Aufbau der afghanischen Armee und Polizei gehe deutlich langsamer voran als geplant. Das deutsche Engagement bei der Polizeiausbildung sei ungenügend. Die durch die Politik gegebenen Einsatzbeschränkungen der deutschen Soldaten bei gleichzeitig bestehenden Fähigkeitslücken führten dazu, dass der Selbstschutz vor der Sicherheitsherstellung rangiere und die Bundeswehr hauptsächlich mit der Eigensicherung beschäftigt sei. Die zivil-militärische Interaktion sei wegen unzureichender Präsenz nur in reduziertem Umfang möglich. Hinzu kommt, dass der Beitrag der ISAF auch unter den Soldaten der US-Armee kritischer bewertet wurde. Gängig war dort (auch in Führungskreisen) die Uminterpretation des Akronyms ISAF zu „I Suck At Fighting“ (ugs. „Ich kämpfe echt mies“).
Besuche deutscher Verteidigungsminister bei den deutschen Truppen in Afghanistan erfuhren öffentliche Aufmerksamkeit.
Weihnachten 2009 sagte die damalige EKD-Ratsvorsitzende Margot Käßmann in ihrer Weihnachtspredigt den Satz „Nichts ist gut in Afghanistan“. Dies löste eine öffentliche Debatte aus.
Im März 2010 brach Verteidigungsminister zu Guttenberg ein Tabu beim Thema Afghanistaneinsatz: Er räumte ein, man könne „umgangssprachlich von Krieg“ in Afghanistan reden. Er löste damit eine Diskussion aus. Zugleich sorgte diese völkerrechtliche Einordnung des Einsatzes als nicht internationaler bewaffneter Konflikt für mehr Rechtssicherheit für die eingesetzten Soldaten.
Im Jahr 2023 erklärte Gerhard Schröder, dass seine Entscheidung für den Bundeswehreinsatz in Afghanistan eine war, die er gegen sein eigenes moralisches Verständnis getroffen habe.

## Folgen

### Politische und militärische Würdigung
Am 13. Oktober 2021 würdigten Vertreter der fünf Verfassungsorgane, darunter Bundeskanzlerin Angela Merkel, den Afghanistan-Einsatz der Bundeswehr. Zuerst gab es einen Abschlussappell mit Reden von Politikern vor dem Verteidigungsministerium, später folgte vor dem Reichstagsgebäude ein Großer Zapfenstreich als höchstes militärisches Zeremoniell der Bundeswehr.

### Aufnahme afghanischer Ortskräfte in Deutschland
Länder wie die USA und Kanada haben umfangreiche Aufnahmeprogramme für ihre Mitarbeiter aufgelegt; Afghanen, die für das US-Militär arbeiten, bekommen vertraglich zugesichert, dass sie nach einigen Jahren in den USA leben dürfen. Rund 1600 Afghanen arbeiten (Stand Frühjahr 2013) für deutsche Einrichtungen (davon etwa 1350 für die Bundeswehr); viele von ihnen wünschen sich ein solches Aufnahmeprogramm.
Im direkten Vergleich mit den USA wurden dort in einem Zeitraum von 2009 bis 2013 insgesamt 1500 Afghanen pro Jahr mit einem Visum ausgestattet.
Im Mai 2017 wurden afghanischen Hauptantragstellern im Rahmen des Consolidation Appropriations Act zusätzliche 2.500 Visa zugeteilt.
Das am 15. Februar 2019 in Kraft getretene Gesetz The Afghan Special Immigrant Visa Program (S.I.V.) genehmigte 4.000 zusätzliche Visum-Kontingente für afghanische Hauptantragsteller. Insgesamt wurden seit Dezember 2014 insgesamt 18.500 amerikanische Visas ausgestellt.
Das Auswärtige Amt, das Verteidigungs- und das Entwicklungsministerium verweisen auf das „für das Thema Einwanderung zuständige“ Innenministerium. Dort heißt es, die Bundesregierung sei sich der „besonderen Verantwortung für die afghanischen Ortskräfte bewusst“. Sie unterstünden der „Fürsorge ihrer Dienststelle“ und könnten sich „jederzeit“ an sie wenden, „wenn sie sich um ihre berufliche und persönliche Zukunft sorgen oder gar durch politisch-extremistische Kräfte im eigenen Land bedroht fühlen“.
Die afghanische Regierung hatte dagegen protestiert, afghanischen Ortskräften in Deutschland Asyl anzubieten, weil das die Moral untergrabe.
Ab Mitte 2015 jedoch erhöhten deutsche Bundesbehörden den Anteil der positiv entschiedenen, sogenannten „Gefährdungsanzeigen“ von Ortskräften und erlaubten 68 % der Antragssteller Asyl in Deutschland. Bis Februar 2016 seien 1.800 solcher Fälle bearbeitet worden, 75 % der Fälle seien zuvor für die Bundeswehr tätig gewesen. Seit Beginn dieses Ortskräfteverfahrens im Jahr 2013 wurden nach Angaben der Verteidigungsministeriums (Stand April 2021) 781 Ortskräfte in Deutschland aufgenommen. Im April 2021 waren rund 300 Ortskräfte für die Bundeswehr in Afghanistan beschäftigt.
Einige private Stakeholder in Deutschland übernehmen zunehmend die aktive Hilfe von ehemaligen afghanischen Ortskräften. Diese Vereine unterstützen die ehemaligen Ortskräfte der Bundeswehr und setzen sich schwerpunktmäßig für integrative Maßnahmen in Deutschland und praktische Unterstützung vor Ort ein. Einige hochrangige Vertreter der Bundeswehr unterstützen diese Organisationen durch aktive Mitgliedschaft oder als Schirmherr. So übernahmen die Generäle Volker Wieker und Eberhard Zorn als ehemaliger und aktiver Generalinspekteur der Bundeswehr die Schirmherrschaft über das Patenschaftsnetzwerk Afghanische Ortskräfte e. V.
Bis März 2024 wurden in verschiedenen Aufnahmeverfahren rund 33.000 Personen in Deutschland aufgenommen. Darunter waren rund 20.000 Ortskräfte mit ihren Familienangehörigen. Über das Bundesaufnahmeprogramm für besonders gefährdete Personen kamen bis Mitte April 2024 insgesamt 290 Personen nach Deutschland, wohingegen etwa 1400 Personen im Rahmen dieses Programms eine Zusage auf Aufnahme erhalten hatten. Im August 2025 hielten sich in Pakistan rund 2.300 Personen aus den verschiedenen Aufnahmeprogrammen, darunter circa 280 Personen aus dem Ortskräfteverfahren, auf, die eine Aufnahmezusage hatten. Mitte August 2025 kam es zu einer Festnahmewelle in Pakistan, von der auch etwa 300 Menschen mit deutschen Aufnahmezusagen betroffen waren. Davon wurden 35 Personen nach Afghanistan abgeschoben. Anfang Juli hatte das Verwaltungsgericht Berlin entschieden, das eine afghanische Familie mit Aufnahmezusagen Visa zu erteilen sind. Das Auswärtige Amt nahm Mitte August seine Beschwerde dagegen beim Oberverwaltungsgericht Berlin-Brandenburg zurück. Seit Mitte Juni 2025 liefen zahlreiche weitere Klagen auf Visa-Erteilung, wobei bisher rund 20 dieser Eilverfahren erfolgreich waren.

### Getötete Bundeswehrsoldaten

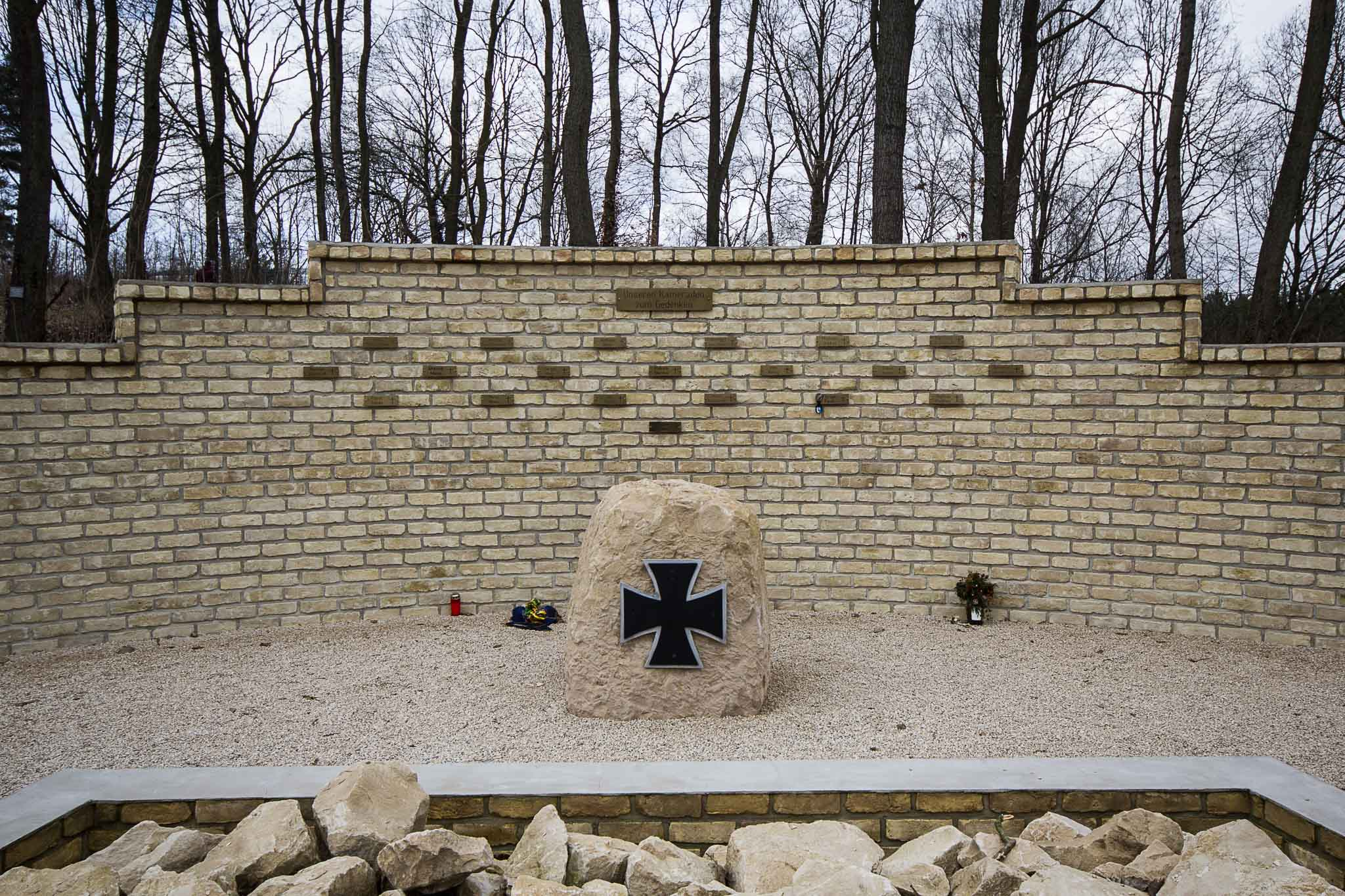
Wiedererrichteter Ehrenhain des Feldlagers Kunduz im Wald der Erinnerung in Schwielowsee

Während der Gesamtdauer des Afghanistaneinsatzes wurden dort 59 Bundeswehrsoldaten getötet. Dies ist die höchste Anzahl an getöteten Bundeswehrsoldaten seit Bestehen der Bundeswehr.
Zum Gedenken an die Gefallenen wurden zunächst direkt in den afghanischen Einsatzbasen Ehrenhaine errichtet. Nach der Schließung der Einsatzbasen wurden die Ehrenhaine im Wald der Erinnerung in der Henning-von-Tresckow-Kaserne in Schwielowsee bei Berlin wiedererrichtet.

### Auswirkungen des Einsatzes auf Veteranen
Im August 2014 veröffentlichte das Zentrum für Militärgeschichte und Sozialwissenschaften der Bundeswehr eine Langzeitstudie mit dem Titel: Afghanistanrückkehrer – Der Einsatz, die Liebe, der Dienst und die Familie: Ausgewählte Ergebnisse der sozialwissenschaftlichen Langzeitbegleitung des 22. Kontingents ISAF.
Als im Jahr 2021 die Taliban nach ihrer Offensive die Macht übernahmen und eine Evakuierungsmission von gefährdeten Afghanen anlief, stiegen die Anfragen nach psychologischem Beistand von Seiten der Afghanistan-Veteranen und ihren Angehörigen laut dem Bund Deutscher Einsatzveteranen an.
Von der Intensität des Afghanistan-Einsatzes und seinem tragischen Ende gingen wesentliche Impulse für die Entstehung einer eigenen deutschen Veteranenkultur und die Etablierung des Nationalen Veteranentages in Deutschland aus.
Seit 2011 hat die Bundeswehr, nach NDR-Recherchen, knapp 2.800 Fälle von einsatzbedingter Posttraumatische Belastungsstörung (PTBS) dokumentiert, Schätzungen gehen jedoch davon aus, dass tatsächlich mindestens 13.000 Soldatinnen und Soldaten nach Auslandseinsätzen an PTBS leiden. Laut Peter Zimmermann, PTBS-Beauftragter der Bundeswehr, sollen geschätzt lediglich 10 bis 20 Prozent Betroffenen von Behandlungsangeboten erreicht werden. Der Weg zu einer offiziellen Anerkennung einer PTBS als Wehrdienstbeschädigung ist oft lang und belastend, zudem werden rund 30 Prozent der Anträge abgelehnt. Im Durchschnitt vergehen 22 Monate bis zum ersten Bescheid, die Verfahren können sich aber über Jahre hinziehen.

### Politische Aufarbeitung
Der Deutsche Bundestag setzte am 8. Juli 2022 zwei Gremien zur politischen Aufarbeitung des Einsatzes ein: zum einen den 1. Untersuchungsausschuss der 20. Wahlperiode des Deutschen Bundestages zur Untersuchung der Vorgänge in Verbindung mit dem Truppenabzug, zum anderen eine Enquete-Kommission mit dem Auftrag, den Ansatz der vernetzten Sicherheit des Einsatzes zu bewerten und daraus Lehren für die Zukunft zu ziehen.
Die Fraktionen SPD, CDU/CSU, Bündnis 90/Die Grünen und FDP hatten dies gemeinsam beantragt.

## Kosten
Der Bundesrechnungshof konnte am 19. Mai 2021 in einer Antwort auf eine Anfrage „keine allgemein akzeptierte Zahl zu den Kosten des Afghanistan-Einsatzes nennen“. Schätzungen zufolge liegen diese bei bis zu 47 Milliarden Euro.

### Einsatzbedingte Zusatzausgaben der Bundeswehr für ISAF
Nach Angaben der Bundesregierung beliefen sich die einsatzbedingten Zusatzausgaben für die Bundeswehr wegen den Einsatzes in Afghanistan von 2001 bis zum 31. August 2021 auf 12,3 Milliarden Euro. Darin nicht eingerechnet sind Ausgaben für Entwicklungshilfe. Rechnet man die Ausgaben von anderen Ministerien hinzu, beispielsweise für Entwicklungshilfe, betrugen die Ausgaben mindestens 17,3 Milliarden Euro.
| Jahr  | Personal- ausgaben | Erhaltung von Wehrmaterial | Militärische Beschaffungen | Militärische Anlagen | Nicht aufteilbare sächliche Verwaltungsausgaben | Gesamtsumme |
| ----- | ------------------ | -------------------------- | -------------------------- | -------------------- | ----------------------------------------------- | ----------- |
| 2001  | 0,1 Mio.           | 0,4 Mio.                   | 3,6 Mio.                   | 0,0 Mio.             | 1,2 Mio.                                        | 5,3 Mio.    |
| 2002  | 35,4 Mio.          | 42,0 Mio.                  | 122,6 Mio.                 | 19,9 Mio.            | 86,3 Mio.                                       | 306,2 Mio.  |
| 2003  | 66,5 Mio.          | 56,4 Mio.                  | 137,2 Mio.                 | 10,6 Mio.            | 112,6 Mio.                                      | 383,3 Mio.  |
| 2004  | 66,9 Mio.          | 82,2 Mio.                  | 94,1 Mio.                  | 9,8 Mio.             | 84,5 Mio.                                       | 337,5 Mio.  |
| 2005  | 68,2 Mio.          | 75,3 Mio.                  | 101,8 Mio.                 | 27,2 Mio.            | 104,8 Mio.                                      | 377,3 Mio.  |
| 2006  | 92,2 Mio.          | 70,6 Mio.                  | 99,2 Mio.                  | 52,8 Mio.            | 186,0 Mio.                                      | 500,8 Mio.  |
| 2007  | 112,8 Mio.         | 102,1 Mio.                 | 86,8 Mio.                  | 56,2 Mio.            | 157,4 Mio.                                      | 515,3 Mio.  |
| 2008  | 120,5 Mio.         | 136,4 Mio.                 | 52,4 Mio.                  | 36,1 Mio.            | 156,5 Mio.                                      | 501,9 Mio.  |
| 2009  | 157,7 Mio.         | 184,9 Mio.                 | 101,8 Mio.                 | 51,6 Mio.            | 172,3 Mio.                                      | 668,3 Mio.  |
| 2010  | 187,8 Mio.         | 253,6 Mio.                 | 263,9 Mio.                 | 69,9 Mio.            | 253,7 Mio.                                      | 1028,9 Mio. |
| 2011  | 213,1 Mio.         | 256,9 Mio.                 | 356,6 Mio.                 | 51,6 Mio.            | 335,6 Mio.                                      | 1213,8 Mio. |
| 2012  | 219,6 Mio.         | 290,8 Mio.                 | 204,7 Mio.                 | 39,8 Mio.            | 377,0 Mio.                                      | 1131,9 Mio. |
| 2013  | 190,5 Mio.         | 153,5 Mio.                 | 82,4 Mio.                  | 39,7 Mio.            | 339,1 Mio.                                      | 805,2 Mio.  |
| 2014  | 114,3 Mio.         | 142,3 Mio.                 | 44,1 Mio.                  | 10,8 Mio.            | 272,6 Mio.                                      | 584,1 Mio.  |
| 2015  | 49,5 Mio.          | 113,5 Mio.                 | 11,9 Mio.                  | 0,3 Mio.             | 251,2 Mio.                                      | 426,4 Mio.  |
| 2016  | 47,3 Mio.          | 107,1 Mio.                 | 4,3 Mio.                   | 0,4 Mio.             | 200,5 Mio.                                      | 359,6 Mio.  |
| 2017  | 46,6 Mio.          | 48,8 Mio.                  | 4,9 Mio.                   | 0,1 Mio.             | 208,6 Mio.                                      | 309,0 Mio.  |
| 2018  | 58,2 Mio.          | 40,8 Mio.                  | 10,0 Mio.                  | 1,6 Mio.             | 202,0 Mio.                                      | 312,6 Mio.  |
| Total | 1847,2 Mio.        | 2157,6 Mio.                | 1782,3 Mio.                | 478,4 Mio.           | 3501,9 Mio.                                     | 9767,4 Mio. |

## Dokumentationen
- Sterben für Afghanistan. Deutschland im Krieg (D 2010, Redaktion: Stefan Aust/Claus Richter, ausgestrahlt im ZDF 16. März 2010, 21:00–21:45 Uhr).
- Die Afghanistan-Lüge. Die Soldaten, die Politik und der Krieg (D 2010, Regie: Mathis Feldhoff, Hans-Ulrich Gack, Andreas Huppert), ausgestrahlt im ZDF, 8. April 2010, 00:35–01:20 Uhr.
- Krieg im Indianerland – Die Bundeswehr in Kundus (D 2010, Regie: Steffen Schwarzkopf, ausgestrahlt N24, 27. Mai 2010, 16:15–17:00 Uhr).
- An vordersten Fronten (D 2010, Redaktion: Ashwin Raman, ausgestrahlt in der ARD, 23. September 2010, 00:00–00:45 Uhr).
- Unser Krieg (D 2013, Regie: Michael Renz, Christian Deick, Teil 1 ausgestrahlt im ZDF, 8. Oktober 2013, 20:15–21:00 Uhr).
- Das 13. Jahr – Der verlorene Krieg in Afghanistan (D 2015, Redaktion: Ashwin Raman, ausgestrahlt in der ARD, 2. März 2015, 22:45–23:30 Uhr).
- Im Land der Taliban (D 2018, Redaktion: Ashwin Raman, ausgestrahlt im ZDF, 20. September 2018, 00:50h-01:20h).
- Das Afghanistan-Desaster - Alles umsonst? (D 2021, Regie: Susanne Gerecke/Katrin Seelmann-Eggebert, ZDF, ausgestrahlt am 3. Oktober 2021)
- Krieg der Agenten - Der geheime Kampf gegen die Taliban, 1. Teil: Jahre des Terrors, 2. Teil: Zeit der Qualen, 3. Teil: Tage des Verrats (D 2024, ZDF, Redaktion: Marcus Weller/Alexander Bühler, Länge jeweils ca. 30 Min., ausgestrahlt ab dem 13. August 2024)
- Geheimakte Kabul. Deutschlands Versagen in Afghanistan, Regie: Christian Schweppe/Tim Gorbauch/Ciara Cesaro-Tadic, Länge ca. 30 Min., ausgestrahlt im ZDF am 14. August 2024

## Filme
- Auslandseinsatz, TV-D 2012, Regie Till Endemann.
- Nacht vor Augen, Kino-D 2007, Regie Brigitte Maria Bertele.

## Navigationsleiste
Afghanistan |
Australien |
Dänemark |
Deutschland |
Frankreich |
Georgien |
Italien |
Kanada |
Niederlande |
Österreich |
Polen |
Spanien |
Vereinigtes Königreich |
Vereinigte Staaten |
Weitere Staaten